# Кристал-Лейкс (Міссурі)
Кристал-Лейкс (англ. Crystal Lakes) — місто (англ. city) в США, в окрузі Рей штату Міссурі. Населення — 390 осіб (2020).

## Географія
Кристал-Лейкс розташований за координатами 39°21′36″ пн. ш. 94°11′24″ зх. д. / 39.36000° пн. ш. 94.19000° зх. д. (39.359958, -94.190088).  За даними Бюро перепису населення США в 2010 році місто мало площу 3,20 км², з яких 2,78 км² — суходіл та 0,42 км² — водойми.

## Демографія
Згідно з переписом 2010 року, у місті мешкало 358 осіб у 132 домогосподарствах у складі 95 родин. Густота населення становила 112 особи/км².  Було 162 помешкання (51/км²).
Расовий склад населення:
| - 93,6 % — білих - 2,0 % — корінних американців - 2,0 % — азіатів - 0,3 % — чорних або афроамериканців |

До двох чи більше рас належало 2,2 %. Частка іспаномовних становила 1,4 % від усіх жителів.
За віковим діапазоном населення розподілялося таким чином: 24,6 % — особи молодші 18 років, 67,9 % — особи у віці 18—64 років, 7,5 % — особи у віці 65 років та старші. Медіана віку мешканця становила 39,6 року. На 100 осіб жіночої статі у місті припадало 113,1 чоловіків;  на 100 жінок у віці від 18 років та старших — 107,7 чоловіків також старших 18 років.
Середній дохід на одне домашнє господарство  становив 63 536 доларів США (медіана — 56 458), а середній дохід на одну сім'ю — 66 727 доларів (медіана — 61 667). Медіана доходів становила 47 500 доларів для чоловіків та 34 500 доларів для жінок. За межею бідності перебувало 6,5 % осіб, у тому числі 6,8 % дітей у віці до 18 років та 0,0 % осіб у віці 65 років та старших.
Цивільне працевлаштоване населення становило 159 осіб. Основні галузі зайнятості: освіта, охорона здоров'я та соціальна допомога — 14,5 %, науковці, спеціалісти, менеджери — 12,6 %, мистецтво, розваги та відпочинок — 12,6 %.